# Grand Prix Formule 1 van de Verenigde Staten 1969
De Grand Prix Formule 1 van de Verenigde Staten 1969 werd gehouden op 5 oktober op het Watkins Glen International circuit in Watkins Glen (New York). Het was de tiende race van het seizoen. 

## Uitslag
| Pos. | Nr. | Coureur              | Constructeur | Rondes | Tijd / Oorzaak uitval | Grid | Punten |
| ---- | --- | -------------------- | ------------ | ------ | --------------------- | ---- | ------ |
| 1    | 2   | Jochen Rindt         | Lotus-Ford   | 108    | 1:57:56.84            | 1    | 9      |
| 2    | 18  | Piers Courage        | Brabham-Ford | 108    | + 46.99               | 9    | 6      |
| 3    | 14  | John Surtees         | BRM          | 106    | + 2 Rondes            | 11   | 4      |
| 4    | 8   | Jack Brabham         | Brabham-Ford | 106    | + 2 Rondes            | 10   | 3      |
| 5    | 12  | Pedro Rodríguez      | Ferrari      | 101    | + 7 Rondes            | 12   | 2      |
| 6    | 19  | Silvio Moser         | Brabham-Ford | 98     | + 10 Rondes           | 17   | 1      |
| NC   | 16  | Johnny Servoz-Gavin  | Matra-Ford   | 92     | Niet geklasseerd      | 15   |        |
| NF   | 2   | Graham Hill          | Lotus-Ford   | 90     | Ongeluk               | 4    |        |
| NF   | 7   | Jacky Ickx           | Brabham-Ford | 77     | Motor                 | 8    |        |
| NF   | 22  | George Eaton         | BRM          | 76     | Motor                 | 18   |        |
| NF   | 4   | Jean-Pierre Beltoise | Matra-Ford   | 72     | Motor                 | 7    |        |
| NF   | 5   | Denny Hulme          | McLaren-Ford | 52     | Versnellingsbak       | 2    |        |
| NF   | 3   | Jackie Stewart       | Matra-Ford   | 35     | Motor                 | 3    |        |
| NF   | 21  | Pete Lovely          | Lotus-Ford   | 25     | Aandrijving           | 16   |        |
| NF   | 15  | Jackie Oliver        | BRM          | 23     | Motor                 | 14   |        |
| NF   | 10  | Jo Siffert           | Lotus-Ford   | 3      | Benzinesysteem        | 13   |        |
| NF   | 9   | Mario Andretti       | Lotus-Ford   | 3      | Ophanging             | 5    |        |
| NF   | 6   | Bruce McLaren        | McLaren-Ford | 0      | Motor                 | 6    |        |

## Statistieken
| Pole-position | Jochen Rindt | Lotus-Ford | 1:03.62 |
| Snelste ronde | Jochen Rindt | Lotus-Ford | 1:04.34 |

## Noot
- Dit was het debuut van de Canadese coureur George Eaton.
- Vijftigste Grand Prix-start voor een Oostenrijkse coureur en honderdste Grand Prix-start voor een Zwitserse coureur.
- Eerste Grand Prix-winst voor Jochen Rindt en voor een Oostenrijkse coureur. Rindt won zijn eerste race pas in zijn vijftigste Grand Prix, hiermee verbrak hij het 'record' van Richie Ginther die 47 Grands Prix moest wachten tot zijn eerste (en enige) Grand Prix-winst tijdens de Grote Prijs van Mexico van 1965.

Grand Prix Formule 1 van de Verenigde Staten: 1908 · 1910 · 1911 · 1912 · 1914 · 1915 · 1916 · 1959 · 1960 · 1961 · 1962 · 1963 · 1964 · 1965 · 1966 · 1967 · 1968 · 1969 · 1970 · 1971 · 1972 · 1973 · 1974 · 1975 · 1976 · 1977 · 1978 · 1979 · 1980 · 1989 · 1990 · 1991 · 2000 · 2001 · 2002 · 2003 · 2004 · 2005 · 2006 · 2007 · 2012 · 2013 · 2014 · 2015 · 2016 · 2017 · 2018 · 2019 · 2021 · 2022 · 2023 · 2024 · 2025 · 2026

Indianapolis 500: 1950 · 1951 · 1952 · 1953 · 1954 · 1955 · 1956 · 1957 · 1958 · 1959 · 1960

Grand Prix Formule 1 van de Verenigde Staten West: 1976 · 1977 · 1978 · 1979 · 1980 · 1981 · 1982 · 1983

Grand Prix Formule 1 van Las Vegas: 1981 · 1982 · 2023 · 2024 · 2025

Grand Prix Formule 1 van de Verenigde Staten Oost: 1982 · 1983 · 1984 · 1985 · 1986 · 1987 · 1988

Grand Prix Formule 1 van Dallas: 1984

Grand Prix Formule 1 van Miami: 2022 · 2023 · 2024 · 2025 · 2026 · 2027 · 2028 · 2029 · 2030 · 2031